# برج رحال
33°18′35″N 35°16′57″E / 33.309722222222°N 35.2825°E

برج رحال

برج رحال هي إحدى القرى اللبنانية من قرى قضاء صور في محافظة الجنوب.

## أصل التسمية
يعود أصل التسمية (برج رحال) إلى وجود برج مراقبة عسكري في العهد العثماني استعمل للمراقبة البحرية، كما أن البلدة تأخذ بسبب ارتفاعها النسبي شكل البرج. أما النصف الثاني من التسمية (رحال) فهناك فرضيتين حوله: الفرضية الأولى تقول أن في هذه البلدة كانت تتوقف القوافل القادمة من الجبل إلى الساحل بغرض سقاية الماشية، والثانية تقول أنه كان لأحد الأشخاص من ال رحال منزلا في هذه البلدة.

## الموقع

صورة من الاقمار الاصطناعية لبرج رحال و المنطقة المحاذية

تقع برج رحال شمال شرق مدينة صور، وتشكل إحدى قرى قضائها، يحدها من الجنوب قرية العباسيّة وتحدها قرية دير قانون النهر من جهة الجنوب الشرقي، وبدياس من الشرق، وارزي ومنطقة جديدة من الشمال ومنطقتي عين ابي عبد الله والسكرا (التابعتين اداريا لبرج رحال) من الغرب. كما يتبع لبرج رحال اداريا منطقة القاسمية الزراعية المطلة على البحر والتي يقع فيها مخيم للاجئين الفلسطينيين.
ارتفاع برج رحال عن سطح البحر حوالي 180 متر، الا ان هذا الرقم يتغير من منطقة إلى أخرى في البلدة، بحكم ان برج رحال تقع على مجموعة تلال. تبعد عن العاصمة بيروت حوالي 75 كلم.

## المساحة
تقدر مساحة برج رجال وعين ابي عبد الله بالإضافة إلى القاسمية بحوالي ـ 813 هكتارا (8.13 كلم²- 3.13818 ميل²). اغلب هذه المساحة هي عبارة عن اراضي زراعية، حيث كانت برج رحال تعتمد في اقتصداها على الزراعة بشكل اساسي حتى فترة ما بعد الاستقلال.في السنوات الاخيرة ارتفعت وتيرة الهجرة لا سيما إلى البلدان الأفريقية، وتنوعت مصادر الدخل وبرز في البلدة عدد من اصحاب الاموال.

## السكان
يبلغ عدد سكان برج رحال حوالي 6000 نسمة، اغلب المقيمين في برج رحال هم من اللبنانيين، مع وجود عدد من الفلسطينيين والعمال السوريين.
كما يسكن في برج رحال عدد من العائلات السورية التي قدمت بسبب الأحداث الجارية هناك منذ اذار عام 2011.
العائلات المسجلة في سجل نفوس برج رحال هي: عطا الله، قرياني، نصرالله، خليل، غبريس، محيش، هاشم، خليفة، صفا، طالب، خريس، ذياب، غساني، قعفراني، جندي، عزالدين. حجازي، حاطوم، غدار، عبود، ساحلي، فاخوري، عطوي، جفال، حمود، سكيكي، عبد، معاز، سلامة، منصور، قاسم، قدسي، غزال، شعيب، فرحات، صالح، حريبي، طحيني، شبلي، أبوخليل، ضاحي، مغربي، كلش، سبليني، زهرالدين، بوصي، عيد، عباس، إبراهيم، عيسى، بيضون، شامي، دخل الله، عسيلي، سكيكي.

## الديانة
يدين أهل بلدة برج رحال بالديانة الإسلامية، وجميعهم من اتباع الطائفة الشيعية، اما اغلب الفلسطينيين المقيمون في برج رحال يتبعون الطائفة السنية.

## الرياضة
في برج رحال يوجد نادي كرة قدم يحمل اسم الاهلي برج رحال، ويلعب حاليا في دوري الدرجة الرابعة.

## وصلات خارجية
موقع بلدية برج رحال